# Episodi di Miss Reality (prima stagione)
La prima stagione della sitcom Miss Reality, composta da 13 episodi, è stata trasmessa sul canale canadese Family Channel dal 26 marzo 2011 al 23 marzo 2012.
In Italia la prima stagione è stata trasmessa in prima visione assoluta dal 27 agosto 2012 al 4 settembre 2012 su Frisbee: gli episodi sono però andati in onda seguendo il codice di produzione.
| Nº | Nº Italia | Titolo originale       | Titolo italiano               | Prima TV Canada  | Prima TV Italia  |
| -- | --------- | ---------------------- | ----------------------------- | ---------------- | ---------------- |
| 1  | 1         | A Star Is Born         | È nata una stella             | 26 marzo 2011    | 27 agosto 2012   |
| 2  | 2         | Fandemonium            | Centomila click               | 24 aprile 2011   | 27 agosto 2012   |
| 3  | 3         | Grounded in Reality    | In punizione o in... diretta? | 1º maggio 2011   | 27 agosto 2012   |
| 4  | 4         | Score                  | Weekend senza papà            | 8 maggio 2011    | 27 agosto 2012   |
| 5  | 8         | Save the Date!         | Il primo appuntamento         | 22 luglio 2011   | 29 agosto 2012   |
| 6  | 5         | Comedy Gold...Fish     | Commedia ittica               | 12 agosto 2011   | 28 agosto 2012   |
| 7  | 9         | Tough Break            | Sonno pesante                 | 12 agosto 2011   | 30 agosto 2012   |
| 8  | 6         | Too C.U.T.E.           | Troppo carina                 | 19 agosto 2011   | 28 agosto 2012   |
| 9  | 10        | Best Frenemies Forever | Non amiche per sempre         | 2 settembre 2011 | 30 agosto 2012   |
| 10 | 11        | Jealous of My Relish   | Il menù di Maddy              | 20 novembre 2011 | 31 agosto 2012   |
| 11 | 7         | A Very Maddy Christmas | Il Natale secondo Maddy       | 3 dicembre 2011  | 29 agosto 2012   |
| 12 | 12        | Mad Matt               | Un ragazzo per Julia          | 17 dicembre 2011 | 31 agosto 2012   |
| 13 | 13        | Really Donkers         | Un bel guaio                  | 23 marzo 2012    | 4 settembre 2012 |